# Herizo Rakotondramasy
Herizo Rakotondramasy – madagaskarski zapaśnik walczący w stylu wolnym. Wicemistrz igrzysk afrykańskich w 1995, trzeci w 1991 i siódmy w 2007. Brązowy medalista mistrzostwach Afryki w 1993, czwarty w 1997, piąty w 1992. Złoty medalista igrzysk Wysp Oceanu Indyjskiego w 1990 i 1998 roku.